# Génétique équine
 (janvier 2024).
Si vous disposez d'ouvrages ou d'articles de référence ou si vous connaissez des sites web de qualité traitant du thème abordé ici, merci de compléter l'article en donnant les références utiles à sa vérifiabilité et en les liant à la section « Notes et références ».
La génétique équine est  divisée en deux disciplines :
- la génétique moléculaire, utilisée pour l'identification (prélèvements de crins et prélèvements sanguins, pour l'identification d'ADN) des équidés et des contrôles de filiation ;
- la génétique quantitative, utilisée depuis 1973 pour subvenir à des besoins d'évaluation de la qualité (chevaux de sport, « production » de futurs champions…).

Le travail des généticiens est de comprendre le génome équin pour pouvoir identifier et sélectionner les « meilleurs » gènes pour « produire » des chevaux de haut niveau. La génétique est essentielle dans le domaine de l'élevage.
Toutefois il faut rappeler que les performances des individus sont le résultat de l’effet génétique et de l’effet milieu.